# The Little People
"The Little People" is een aflevering van de Amerikaanse televisieserie The Twilight Zone.

## Plot

### Opening
The time is the space age, the place is a barren landscape of a rock-walled canyon that lies millions of miles from the planet Earth. The cast of characters? You've met them: William Fletcher, commander of the spaceship; his copilot, Peter Craig. The other characters who inhabit this place you may never see, but they're here, as these two gentlemen will soon find out. Because they're about to partake in a little exploration into that gray, shaded area in space and time that's known as the Twilight Zone.
— Rod Serling

### Verhaal
Astronauten William Fletcher en Peter Craig landen op een schijnbaar verlaten planeet om hun schip te repareren. De twee mannen kunnen elkaar duidelijk niet uitstaan.
Terwilj Craig de omgeving verkent, vindt hij een stad bevolkt door humanoïde wezens die niet veel groter zijn dan mieren. Hij begint hen te terroriseren door wat gebouwen te verwoesten en verklaart vervolgens dat hij een god is. Hij eist dat ze hem zullen vereren, anders zal hij hun stad verwoesten.
Fletcher komt Craig melden dat het schip gemaakt is, maar Craig wil zijn nieuwe positie niet opgeven. Hij trekt een pistool en beveelt Fletcher te vertrekken; er is geen plaats voor twee goden.
Fletcher vertrekt verontwaardigd. Maar nauwelijks is hij weg, of er landt een ander ruimteschip. Hieruit komen twee kolossale aliens. Een van hen pakt Craig op en drukt hem hierbij per ongeluk dood. De kleine mensen juichen om de dood van hun kwaadaardige “god”.

### Slot
The case of navigator Peter Craig, a victim of a delusion. In this case, the dream dies a little harder than the man. A small exercise in space psychology that you can try on for size--in the Twilight Zone.

## Rolverdeling
- Peter Craig: Joe Maross
- William Fletcher: Claude Akins
- Spaceman #1: Michael Ford
- Spaceman #2: Robert Eaton

## Achtergrond
- De twee kolossale aliens dragen kostuums uit de film Forbidden Planet.

- De aflevering werd geparodieerd in The Simpsons, in het filmpje The Genesis Tube uit "Treehouse of Horror VII". Hierin schept Lisa Simpson per ongeluk een miniwereld van miniatuurmensen die haar als een god vereren. Deze aflevering werd op zijn beurt weer geparodieerd in South Park in de aflevering "Simpsons Already Did It".

- De aflevering werd ook geparodieerd in de Futurama aflevering "Godfellas". Hierin belandt Bender in de ruimte, waarna een ras van kleine wezens een stad bouwt op zijn lichaam.